# HD 189733
HD 189733 ist ein Hauptreihenstern der Spektralklasse K in einer Entfernung von 64 Lichtjahren. Er befindet sich in dem Sternbild Vulpecula und wird von mindestens einem Planeten, HD 189733 b, umkreist. Der Stern weist eine Oberflächen-Strahlungstemperatur von rund 5050 Grad Celsius auf.

## HD 189733 b
HD 189733 b ist der bislang einzige bekannte Planet dieses Systems und gehört zur Klasse der „heißen Gasriesen“ (Hot Jupiter). Er besitzt ungefähr die 1,15-fache Masse des Planeten Jupiter und ist nur 4,7 Millionen Kilometer (also gerade einmal 8 Prozent der Entfernung Merkur-Sonne) von seinem Stern entfernt, den er in etwa 2,22 Tagen umkreist. Durch die starken Gezeitenkräfte des Zentralgestirns wendet HD 189733 b diesem dabei immer die gleiche Seite zu.

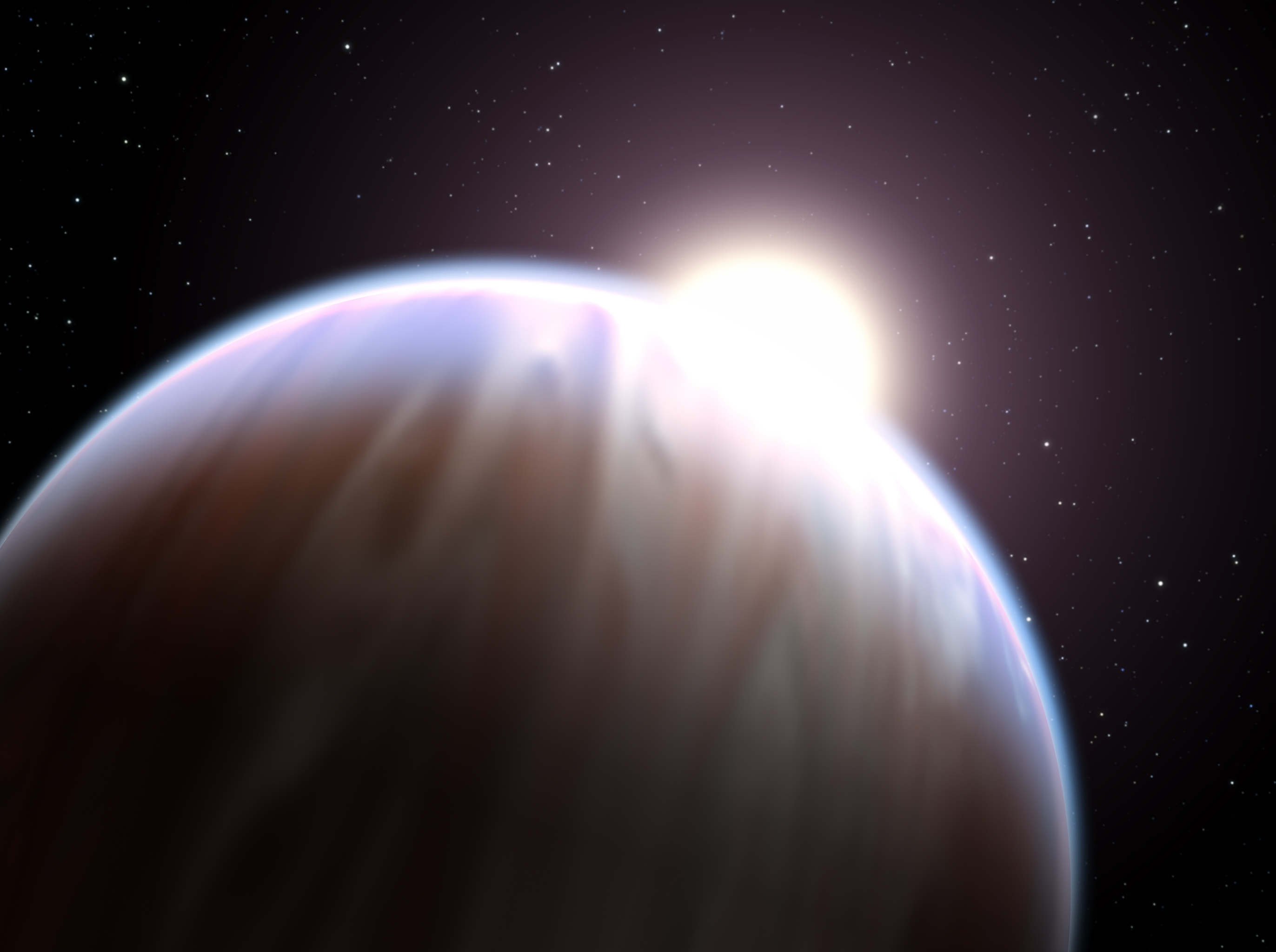
So könnte HD 189733 b aussehen: Die Vorstellung eines Künstlers vom Exoplaneten

Über kaum einen Exoplaneten ist inzwischen so viel bekannt wie über HD 189733 b, was daran liegt, dass der Planet – von der Erde aus gesehen – regelmäßig vor seinem Stern vorüberzieht, es sich bei dem Planeten also um einen sogenannten Transitplaneten handelt. Läuft das Licht des Sterns auf seinem Weg zur Erde durch die Atmosphäre des Planeten, ändert sich dabei das Spektrum des Sternenlichts entsprechend den Verbindungen in der Planetenatmosphäre, und so wurde durch Beobachtung mit dem IR-Spektrometer Nicmos (Near Infrared Camera and Multi-Object Spectrometer) des Spitzer-Weltraumteleskops während eines Transits eine geringere Absorption im Infrarotband von 3,6 Mikrometern festgestellt als erwartet, was man sich nur durch das gleichzeitige Vorhandensein von Wasser- und Methanmolekülen in der Planetenatmosphäre erklären kann.
HD 189733 b ist daher der erste Planet außerhalb unseres Sonnensystems (Exoplanet), auf dem Wasser und Methan – und damit eine organische Verbindung – gefunden wurden, wobei das Wasser aufgrund der hohen Oberflächentemperatur des Planeten von etwa 900 Grad Celsius allerdings im gasförmigen Zustand vorliegt. Diese Ergebnisse des Spitzer-Teleskops wurden durch das Hubble-Weltraumteleskop mittlerweile bestätigt.
Am 25. April 2012 konnten die Kamera und ein Spektrometer an Bord der Raumsonde Cassini, welche den Ringplaneten Saturn umkreiste, einen weiteren Durchgang des Exoplaneten vor seinem Stern beobachten. Der Helligkeitsabfall des Sterns von etwa 2,5 Prozent konnte insbesondere mit der Kamera gut festgehalten werden. Allerdings war es nicht möglich, auch ein Spektrum der Planetenatmosphäre zu erhalten, da dafür die Empfindlichkeit des Spektrometers nicht ausreichte.